# Elisabeth Cruciger
Elisabeth Cruciger (bzw. Kreuziger, Creutziger etc.) (* um 1500 in Meseritz in Hinterpommern; † 2. Mai 1535 in Wittenberg) gehörte zum Freundeskreis Martin Luthers und war erste Dichterin geistlicher Lieder im Reformationsumfeld.

## Leben

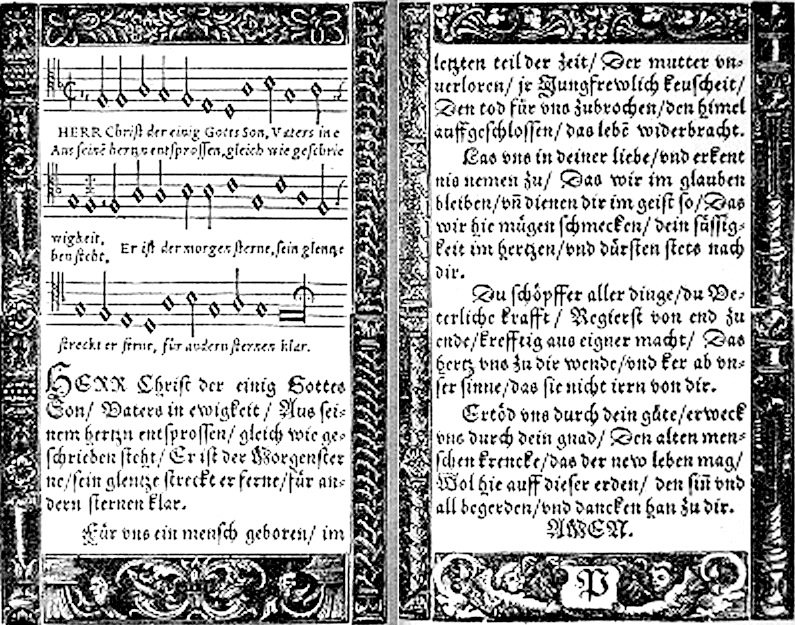
Crucigers Lied Herr Christ, der einig Gotts Sohn im Babstschen Gesangbuch (1545)

Sie wurde als Elisabeth von Meseritz in ein polnisches Adelsgeschlecht geboren und schon als Kind ins Prämonstratenserinnenkloster Marienbusch nach Treptow an der Rega gebracht. Dort erhielt sie Unterricht im Lesen und Schreiben, lernte Latein und befasste sich mit Bibelstudium und Psalmengesängen.
Durch Johannes Bugenhagen lernte sie das reformatorische Gedankengut kennen, konvertierte zum lutherischen Glauben, verließ 1522 das Kloster und ging nach Wittenberg, wo sie im Haushalt Bugenhagens lebte und 1524 den Theologen Caspar Cruciger heiratete, einen Schüler und Mitarbeiter Martin Luthers. Als Pfarrfrau beteiligte sie sich auch an den theologischen Tischgesprächen. Martin Luther sprach sie mit „Liebe Els“ an. Cruciger pflegte engen Kontakt zu Katharina von Bora. Elisabeth gebar eine Tochter und einen Sohn, Caspar Cruciger d. J. Die Tochter Elisabeth (* 1529) heiratete – als Witwe des Rektors Kegel – um 1563 in Eisleben Martin Luthers Sohn Hans Luther.
Elisabeth Cruciger gilt als erste Kirchenliederdichterin der evangelischen Kirche. In Wittenberg, wo die Familie in der Collegienstraße 81 wohnte, befindet sich eine Gedenktafel.

## Werke
- Epiphaniaslied Herr Christ, der einig Gotts Sohn im Evangelischen Gesangbuch (EG) Nr. 67 (ursprünglich genannt: „Eyn Lobsanck vom Christo“, Erstveröffentlichung in Erfurt 1524 im Ein Enchiridion oder Handbüchlein, dem zweitältesten evangelischen Gesangbuch)